# 방랑하는 여인
방랑하는 여인(La Vagabonde)은 20세기 초의 프랑스 여류작가 시도니가브리엘 콜레트가 쓴 프랑스 소설 작품이다. 뚜렷한 플롯은 없으나 ‘돌아온 싱글’의 정서가 반영된 작품이다. 작가의 자전적 요소가 반영돼 있다.

## 배경
콜레트가 마흔의 문턱에 다가선 나이에 수년 전부터 별거해 온 첫 남편 윌리와 결혼생활을 청산하고 발표한 작품으로, 작가의 삶과 작품 속에서 특별한 자리를 차지한다. 자유의 추구와 안정된 가정적 행복 갈망이라는 상반된 욕구 사이를 방황하는 작가의 모습을 잘 투영하고 있다.
주인공 르네 네레(Renée Néré)는 작가와 마찬가지로 팬터마임 배우이면서 무용수다. 그녀는 남편 타양디와 이혼한 후 자유를 꿈꾸면서도 과거의 기억에서 자유롭지 못하다. 이때 막스라는 사내가 적극적인 구애로 그녀에게 다가왔다. 그는 남들이 말하는 가정의 행복과 안위를 보장해 줄 훌륭한 조건을 갖춘 인물이다. 그러나 그와 결혼한다면 다시 남성적 권위에 종속된 삶을 살아야 한다.
혹자는 이 소설을 자신의 정체성을 추구하려는, 자신을 발견하도록 이끄는 하나의 입문소설로 평하기도 한다. 겨울에 시작해서 봄에 끝나는 이 소설은 틀림없이 주인공 르네 네레라는 인물의 새 탄생을 증명하는 작품이다. 그런데 소설의 제목이 암시하듯이 그것의 과정은 ‘방랑’이다.
르네 네레는 이혼 후 홀로서기를 꿈꾸며 여행을 갈망한다. 이때 여행은 그녀에게 슬픔과 기쁨이라는 양면성을 띠며 다가온다. 르네는 방랑을 자처하면서 원래 방랑이란 단어의 의미가 그렇듯이 뚜렷한 목적이나 방향도 없이 “친구이자 주인인 우연”의 길을 즐기며 방랑자의 길을 떠난다. 그러나 자신의 방랑이, 끈에 묶인 새의 비상처럼 그리고 무용수들의 회전처럼 어떤 방향을 향하지 못하고 제자리로 결국 돌아오고 마는 것을 안타까워한다.
실로 이 소설은 본질 혹은 정체성을 찾기 위한 르네 네레의 고뇌와 그에 대한 부단한 투쟁을 보여 준다.
혹자는 ‘돌싱’인 주인공 여성의 고뇌를 통해 페미니즘의 면모가 보인다고도 한다. 콜레트는 페미니즘을 드러내 놓고 주창하지는 않았다. 그러나 그녀의 작품들 특히 ≪방랑하는 여인≫은 페미니즘 문학 범주에서 논할 수 있다. 시몬 드 보부아르(Simone de Beauvoir)가 ≪제2의 성(Le Deuxième Sexe)≫을 발표하기 이전에, 콜레트는 그의 소설을 통해 남성중심주의적이며 권위적인 사회와 문화 풍토 속에서 여성이 느끼는 고통과 모순을 고발함으로써 가부장적 사회에 대한 비판을 한 것이다. 나아가 타자화되어 온 여성이 어떻게 주체성을 확립하고자 하는지를 보여 주고 있다. 여성주의 이론가 엘렌 식수(Hélène Cixous)는 콜레트를 두고 ‘여성성을 드러내는 글쓰기’, ‘여성적 글쓰기’의 표본으로 말하기도 했다.
한편, 콜레트의 문체는 대단히 섬세하고 감각적인 것으로 유명하다. ≪방랑하는 여인≫이 당시 프랑스 독자들을 사로잡으며 진한 공감을 이루게 된 것은 소재가 주는 감동과 흥미로움 이외에도 그것을 표현한 작가 고유의 문장력, 예를 들어 은유적이며 수려한 문장 표현 등 섬세하고 감각적이며 아름다운 문장 표현 덕분이다.